# Карбонерас
Карбонерас (ісп. Carboneras) — муніципалітет в Іспанії, у складі автономної спільноти Андалусія, у провінції Альмерія. Населення — 8123 особи (2010).
Муніципалітет розташований на відстані близько 410 км на південний схід від Мадрида, 55 км на схід від Альмерії.
На території муніципалітету розташовані такі населені пункти: (дані про населення за 2010 рік)
- Ель-Аргамасон: 150 осіб
- Каньяда-де-Дон-Родріго: 45 осіб
- Ель-Каньяріко: 25 осіб
- Карбонерас: 6954 особи
- Ла-Куева-дель-Пахаро: 55 осіб
- Ель-Кумбреро: 75 осіб
- Гафарес: 24 особи
- Ла-Ісліка: 156 осіб
- Ель-Льяно-де-Дон-Антоніо: 554 особи
- Ла-Меса-Рольдан: 17 осіб
- Ель-Сальтадор-Альто: 18 осіб
- Ель-Сальтадор-Бахо: 50 осіб

## Демографія
Динаміка населення (INE ):

## Галерея зображень

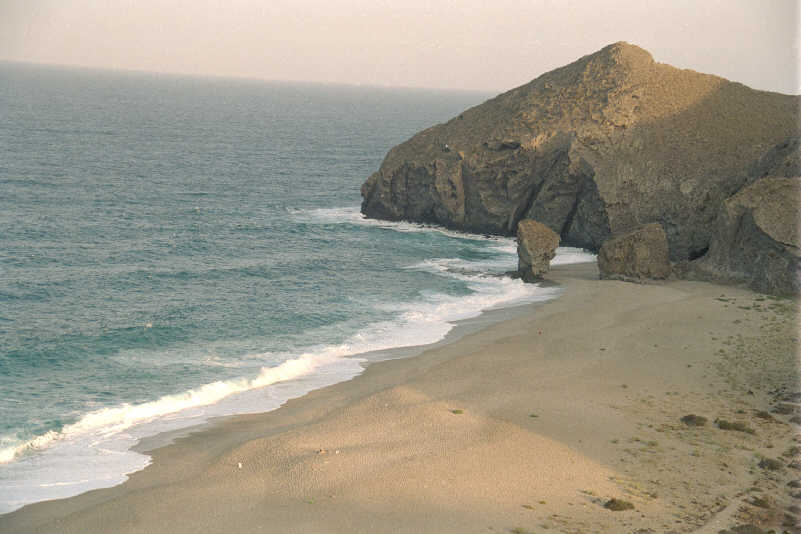
Пляж Лос-Муертос